# Jörns församling
Jörns församling var en församling inom Svenska kyrkan i Luleå stift och i Skellefteå kommun. Församlingen uppgick 2008 i Jörn-Bolidens församling.
Församlingskoden var 248209 och pastoratskoden var 110403.

## Administrativ historik
Församlingen bildades 1834 som kapellag i Norsjö församling.
Församlingen var till 1892 i pastorat med Norsjö församling för att därefter till 2008 utgöra ett eget pastorat. Församlingen uppgick 2008 i Jörn-Bolidens församling.

### Kyrkobokföringsdistrikt
Församlingen var från den 1 januari 1926 (enligt beslut den 13 februari 1925) uppdelad i två kyrkobokföringsdistrikt: Jörns västra kyrkobokföringsdistrikt samt Jörns östra kyrkobokföringsdistrikt.
Den 1 januari 1942 (enligt beslut den 28 november 1941) upphörde Jörns församlings indelning i kyrkobokföringsdistrikt.

## Kyrkor
- Sankt Mikaels kyrka
- Österjörns kyrka